# مغزلية خيلية
مغزلية خيلية (الاسم العلمي: Fusobacterium equinum) هي نوع من البكتيريا يتبع جنس المغزلية من الفصيلة المغزلية.